# جی دیویس
جی دیویس (انگلیسی: Jay Davies؛ زادهٔ ۲۶ دسامبر ۱۹۹۱) بازیکن فوتبال اهل بریتانیا است.
از باشگاه‌هایی که در آن بازی کرده‌است می‌توان به باشگاه فوتبال پیتربورو یونایتد، باشگاه فوتبال سنت نئوتز تاون، باشگاه فوتبال بیگلسوید تاون، باشگاه فوتبال ووکینگ، باشگاه فوتبال بیشاپس استورتفورد، و باشگاه فوتبال فارن‌بورو اشاره کرد.